# Porta Nuova (Vérone)
La Porta Nuova est une porte de ville fortifiée permettant l'entrée au centre historique de Vérone, construite entre 1532 et 1540 par l'architecte Michele Sanmicheli dans le cadre d'une importante rénovation des murs d'enceinte de la ville. Le monument, fusion réussie entre les besoins de l'architecture civile et ceux de nature militaire et qui se réfère aux modèles les plus nobles de la Renaissance, a été jugé très positivement par Giorgio Vasari, qui dans ses Vies des plus excellents peintres, sculpteurs et architectes affirme qu'il n'y a « jamais eu d'autre œuvre de plus grande ampleur ou mieux comprise ».

## Contexte
Deux résolutions du Sénat vénitien (la première du 15 décembre 1530 et la seconde du 5 janvier 1531) ordonnèrent la démolition du long côté du mur qui séparait la Citadelle des Visconti du reste de Vérone, « pour la commodité et l'ornement de notre ville ». A la même époque, il fut décidé de renouveler l'enceinte côté campagne, car elle avait été gravement endommagée lors de la guerre de la Ligue de Cambrai, en 1516 ; un tel projet devait certainement inclure le remplacement de la porte médiévale qui se trouvait près de l'endroit où la Porta Nuova serait plus tard construite.
Michele Sanmicheli fut nommé ingénieur chargé des fortifications de Vérone. La nomination eut lieu en octobre 1530 mais ne fut effective qu'à partir de mai 1531. A partir de ce moment, les travaux de construction des ouvrages militaires se poursuivirent plus rapidement. La première intervention de Sanmicheli a été la conception du bastion de la Santissima Trinità, qui a ensuite été suivi par les travaux des bastions des Riformati, San Bernardino, San Zeno, d'Espagne et de San Francesco, ainsi qu'une série de positions intermédiaires d'artillerie, dont celle du chevalier de San Giuseppe. Cela comprenait la création de trois portes de ville : la première était la Porta Nuova (1532), suivie de la Porta San Zeno (1541) et la Porta Palio (1547),.

## Construction

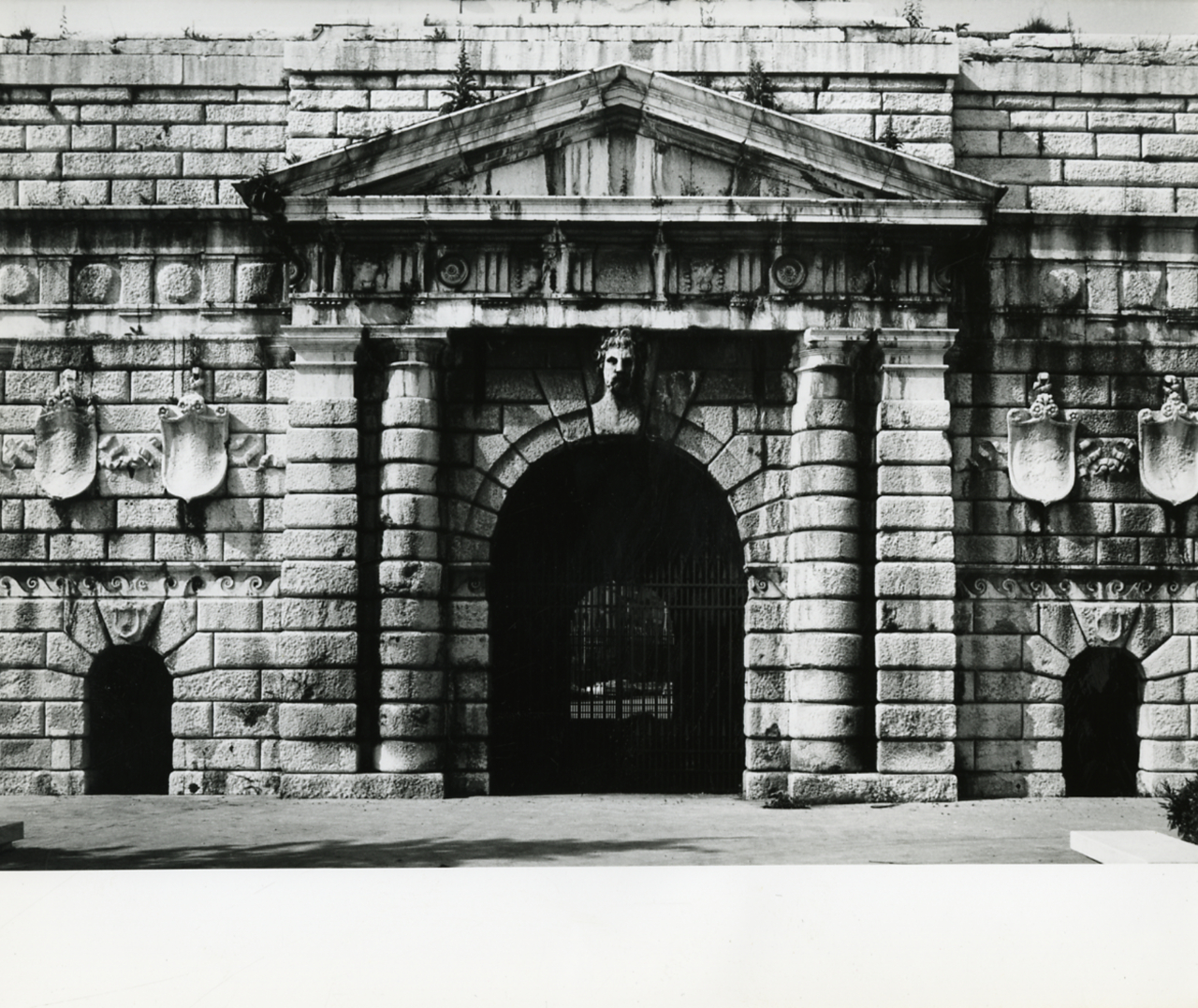
Photo de Paolo Monti du monument du XVIe siècle.

La construction de la porte a commencé en 1532 comme rapporté en 1571 par le rapport du capitaine Lorenzo Donato. Une inscription, disparue, située au-dessus de l'attique, mentionnée par Scipione Maffei en 1732 et par Francesco Ronzani en 1831, portait la date 1533 ,,. En 1535, l'élévation vers la campagne, ainsi que l'intérieur de l'édifice, étaient presque terminés. Il ne manquait plus que la reproduction du lion de Saint Marc à placer au-dessus de l'attique,.

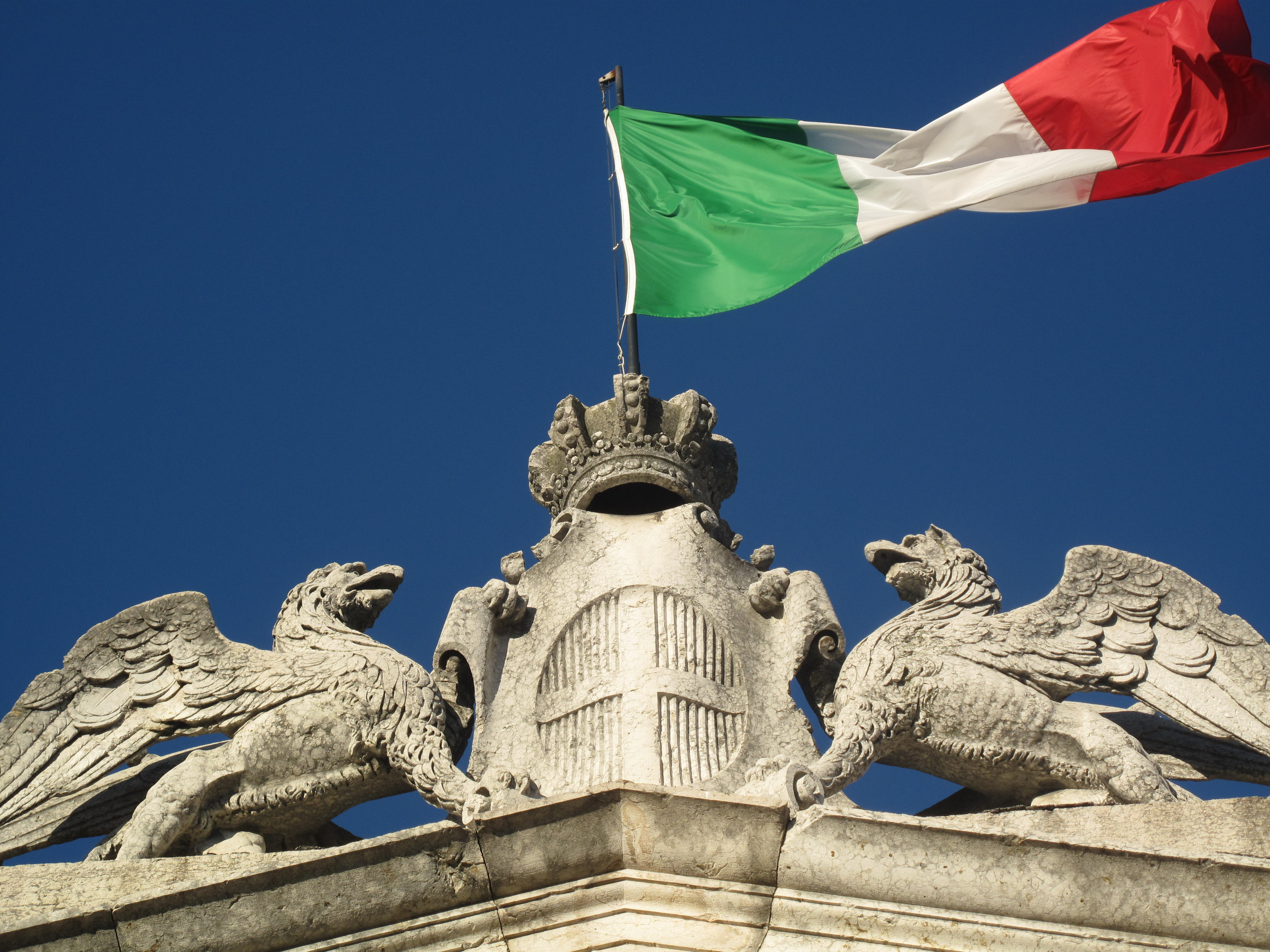
Le groupe sculptural placé au-dessus de Porta Nuova, face au sud. Jusqu'en 1801, il y avait un Lion de Saint Marc à sa place

Les travaux de création de la façade vers Vérone débutèrent en 1535, comme en témoigne une inscription aujourd'hui illisible, portant le nom de l'architecte et également mentionnée par Maffei et Ronzani,. Le podestat Cristoforo Morosini et le capitaine Giacomo Marcello (dont les armoiries sont encore visibles sur la façade) informent dans leurs mandats de la conclusion du chantier vers 1540. De plus, la date 1540 est signalée par une inscription sur le tympan central donnant sur la ville,. La même année, alors que l'élévation vers la ville était presque achevée, eut lieu l'ouverture officielle de la porte, qu'un procès-verbal daté du 26 juillet de la même année fixa au 1er août,.
Le revêtement de la porte est cependant resté provisoire pendant de longues années et est attesté par deux procès-verbaux datés du 21 juillet 1550 et 1564,. Le toit a été achevé vers 1570, comme on peut le déduire d'un rapport du capitaine Lorenzo Donato daté de 1571 qui indique qu'il a été achevé.

## Transformations duXIXesiècle

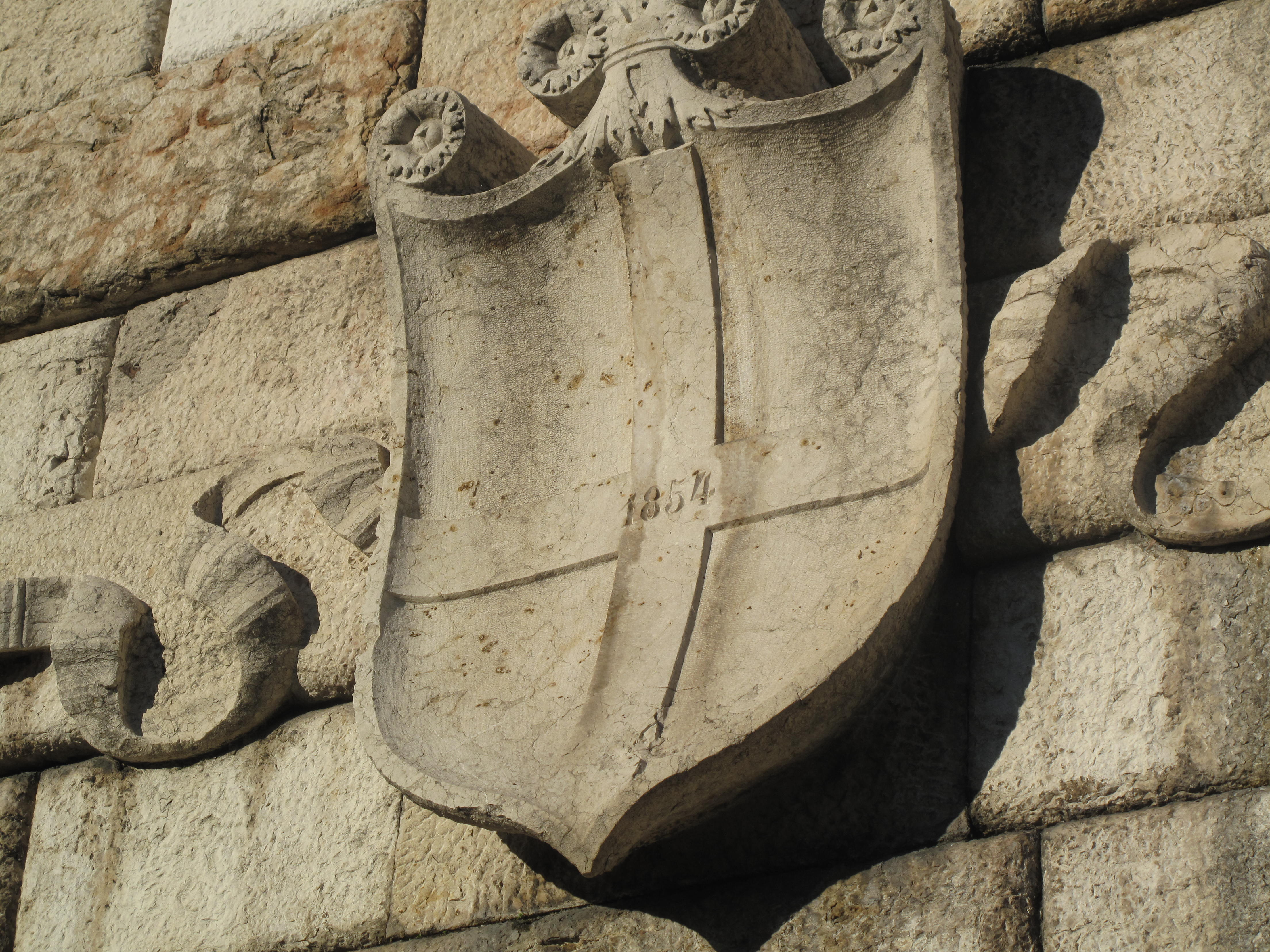
Armoiries placées sur la façade donnant sur la campagne et portant la date de l'agrandissement de 1854.

Le lion de Saint Marc a été détruit par les Jacobins en 1801 et remplacé plus tard par un groupe sculptural avec un blason au centre portant l'aigle impériale à deux têtes, plus tard arasée, surmonté d'une couronne.
L'aspect actuel du monument a également subi d'autres modifications, dues aux interventions survenues au cours du XIXe siècle pendant l' occupation autrichienne, notamment sur la façade côté campagne. En effet, en 1852, les deux grands arcs latéraux furent ajoutés, avec une rupture de rythme entre le portail central et les deux plus petits latéraux ; un couloir de liaison a également été ouvert depuis l'ouverture mineure à droite vers les pièces intérieures et, sur le front vers la ville, les deux ouvertures rectangulaires sur les côtés du fronton ont été fermées. Cette intervention, qui n'annulait pas mais apportait une nouvelle contribution au monument d'origine, en restant fidèle à sa conception et à sa technique de construction, peut être identifiée par le « niveau beaucoup plus bas » du parement en pierre de taille.

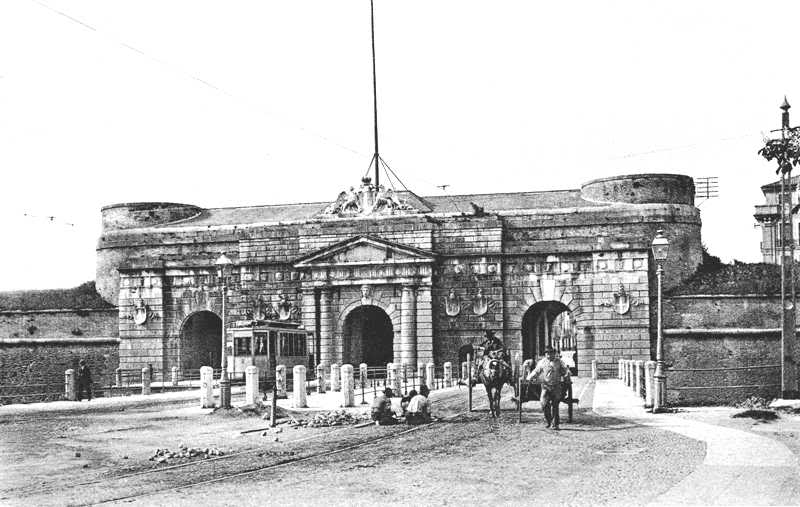
La porte au début du XXe siècle : on y voit les deux arches latérales, ouvertes lors des transformations des Habsbourg au XIXe siècle, et la ligne de tramway qui reliait la gare au centre-ville.

Pour faire face à l'accroissement du trafic civil, en 1854 l'arc de droite (par rapport à la façade extérieure) fut ouvert, suivi, en 1900, de celui de gauche. Sur la façade intérieure, en effet, les nouvelles ouvertures ont remplacé les fenêtres des grandes pièces latérales, destinées à l'origine au corps de garde, si bien que la grande pièce de gauche possède encore une grande cheminée. À la même occasion, la double volée d'escaliers intérieurs menant au toit et aux postes d'artillerie est démolie.
La zone devant la porte, dans la seconde moitié du XIXe siècle, a subi d'importantes transformations, notamment en raison de l'agrandissement de la gare de Vérone Porta Nuova. Terminus du réseau de tramway de la ville, en service entre 1884 et 1951, la gare nécessitait le passage de la ligne sous les arcades de la porte pour se relier à la ville. À partir de 1866, avec l'annexion de la Vénétie au royaume d'Italie, la fonction défensive des murailles cessa : sous l'administration italienne, diverses portes et brèches furent donc pratiquées le long des murailles pour faciliter le trafic entrant et sortant de la ville, y compris les deux ouvertures de chaque côté de la Porta Nuova.

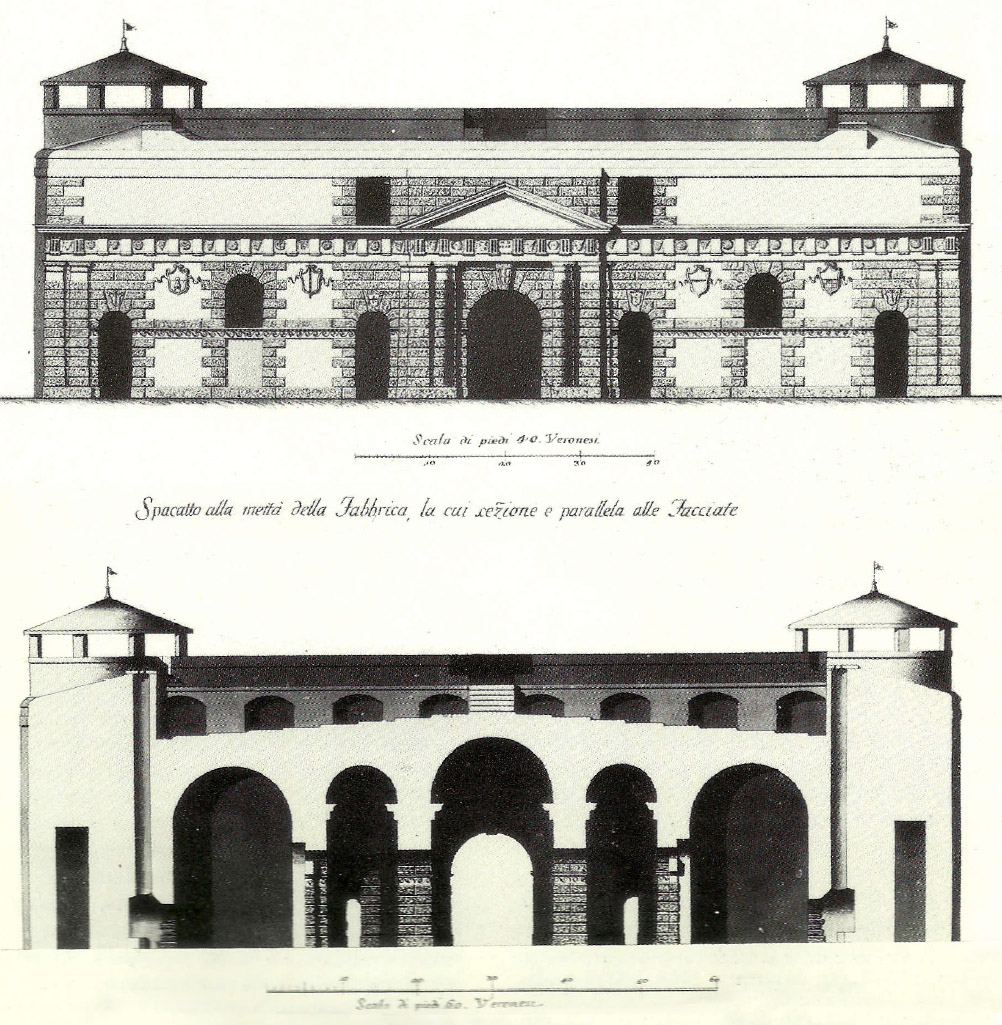
Dessin représentant une section de la porte (en bas) et l'élévation côté ville avant les modifications du XIXe siècle (en haut).